# (205599) Walkowicz
(205599) Walkowicz est un astéroïde de la ceinture principale, nommé en l'honneur de Lucianne Walkowicz.

## Description
(205599) Walkowicz est un astéroïde de la ceinture principale. Il fut découvert le 14 octobre 2001 à l'observatoire d'Apache Point par le programme Sloan Digital Sky Survey. Il présente une orbite caractérisée par un demi-grand axe de 2,14 UA, une excentricité de 0,03 et une inclinaison de 2,9° par rapport à l'écliptique.

## Compléments